# Szegedi Anikó
Szegedi Anikó (Budapest, 1938. március 22. –) magyar zongoraművész. Szegedi Ernő és Vásárhelyi Magda zongoraművészek leánya, Szávai János irodalomtörténész, műfordító felesége.

## Életpályája
Zenei tanulmányait  ötéves  korában édesanyjánál kezdte, akivel a tanulóévekben és fiatal művészként egyaránt végig együtt dolgozott. Tízéves korában felvették a Liszt Ferenc Zeneművészeti Főiskolára a különleges tehetségek osztályába. Tanárai voltak Solymos Péter, Kurtág György, kamarazene tanára Mihály András. 1960-ban diplomázott kitüntetéssel. 1960-tól az Országos Filharmónia ösztöndíjasa, majd szólistája. Rendszeresen koncertezett a fővárosban és vidéken, fellépett szóló- és zenekari eseteken, mind a Téli, mind a Tavaszi, valamint a Károlyi kerti nyári bérletekben.
Tizenhárom éves korában szerepelt először, mint a Zeneakadémia kiváló fiatal növendéke, a Magyar Rádióban. Diplomája megszerzése után rendszeres felkéréseket kapott a Magyar Rádiótól stúdió szóló- és zenekari, valamint Rádiózenekari nyilvános hangversenyek szólistájaként.
1963-ban Zwickauban a nemzetközi Schumann zongoraversenyen III. díjat nyert. 1964-ben és 1965-ben két ízben vett részt, mint aktív zongorista Anda Géza mesterkurzusán. Sokat koncertezett Európa különböző országaiban. 1966: Párizs Salle Gaveau, 1968: Cannes MIDEM hanglemezfesztivál, 1971: Párizs, 1974-75 hangversenykörút, valamint felvételek a Radio France-ban (Brahms f-moll szonáta, Bartók Suite op. 14.), Hilversumban és a Radio Suisse Romande-ban. 1982 és 1985 között Salle Gaveau, Centre Pompidou, Église Saint-Merri, Tours Bécs Brahms Saal, London Wigmore Hall, Roma Academia, Drezda Bartók 3. zongoraverseny (Kurt Wöss és a Drezdai filharmonikusok). Turnézott az Állami Hangversenyzenekarral, Ferencsik János vezényletével Bartók 3. zongoraversenyét játszotta Moszkvában és Leningrádban; és a Magyar Rádió Szimfonikus Zenekarával, Lehel György vezényletével (Berlin, Göttingen, etc.) A berlini kritikák Mozart-játékát a Clara Haskiléhoz hasonlítják. Hazai és külföldi esteken olyan nagynevű karmesterekkel lépett fel mint Ferencsik János, Erdélyi Miklós, Lehel György, Melles Károly, Pierre Dervaux, Hiroyuki Iwaki, Jurij Szimonov, Kurt Masur, Henryk Czyz.
Szegedi Anikó repertoárja a preklasszikusoktól egészen Bartókig és Schönbergig terjed. 1974-től 1990-ig a Liszt Ferenc Zeneművészeti Főiskola tanára. A Hungarotonnál számos lemezfelvétele készült. Schumann lemezének Kreisleriana interpretációját a londoni Records and Recording folyóirat a Rubinsteinével és a Horowitzével vetette össze, s azokénál meggyőzőbbnek találta.
1990-től Párizsba költözött. Koncertezett Franciaország számos városában (Colmar, Dijon, Rueil-Malmaison, Cognac, Deuil-la-Barre), Párizsban a rangos Salle Gaveau zongoraest sorozataiban minden szezonban szólóestet adott. Meghívást kapott a Consevatoire Supérieur de la Ville de Paris-ba zsüritagnak, majd ugyanitt 1993-ban és 1994-ben mesterkurzusokat tartott. 1994-ben felkérést kapott a versenygyőztesek nagy zongoraversenye, a Piano Masters-re zsüritagnak. Közben hazajárt, szólóesteket adott a Bartók-emlékházban, Gödöllőn a Liszt-fesztiválon stb. 1999-től minden szezonban fellépett szólistaként a Budapesti Vonósokkal (Zeneakadémia, Festetics-palota).

## Hanglemezfelvételei
- Ludwig van Beethoven: A-dúr szonáta op. 2. No2; Eroica variációk op. 35.
- Beethoven: C-dúr zongoraverseny op. 15.; Hármasverseny op. 56. (ÁHZ, Kovács Dénes (hegedűművész), Perényi Miklós (gordonkaművész), vez. Kórodi András);
- Beethoven: Harminckét c-moll variáció;
- Joseph Haydn: The complete keyboard solo, Music 3/vol. 2; Music 3/vol. 3.
- Robert Schumann: Carnaval, Kreisleriana; Chopin: a-moll valcer op. 34. No2; F-dúr mazurka op. 24. No1; A-dúr polonéz op. 40. No1

## Társasági tagság
- 1988-ban Durkó Zsolttal, Balassa Sándorral, Bozay Attilával, Onczay Csabával, Devich Jánossal a Magyar Zeneművészeti Társaság alapítója, majd elnökségi tagja.

## Díjai, elismerései
- 1963 – zwickaui Schumann-verseny, III. díj
- 1973 – Liszt Ferenc-díj, II. fokozat
- 1973 – a Magyar Rádió nívódíja